# واكو (نبراسكا)
واكو (بالإنجليزية: Waco, Nebraska)‏ هي منطقة سكنية تقع في الولايات المتحدة في مقاطعة يورك، نبراسكا. يقدر عدد سكانها بـ 236 نسمة ومساحتها 0.60 كم2 وترتفع عن سطح البحر 494 متر.

## التركيبة السكانية
قام مكتب تعداد الولايات المتحدة بتحديد بيانات التركيبة السكانية لواكو في تعداد الولايات المتحدة. في ما يلي، التركيبة السكانية حسب تعدادي 2000 و2010.

### تعداد عام 2000
بلغ عدد سكان واكو 256 نسمة بحسب تعداد عام 2000، وبلغ عدد الأسر 106 أسرة وعدد العائلات 69 عائلة مقيمة في القرية. في حين سجلت الكثافة السكانية 1,123.0 نسمة لكل ميل مربع (433.6/كم2). وبلغ عدد الوحدات السكنية 115 وحدة بمتوسط كثافة قدره 504.5 نسمة لكل ميل مربع (194.8/كم2).
وتوزع التركيب العرقي للقرية بنسبة 98.83% من البيض و 0.78% من عرقين مختلطين أو أكثر.
بلغ عدد الأسر 106 أسرة كانت نسبة 27.4% منها لديها أطفال تحت سن الثامنة عشر تعيش معهم، وبلغت نسبة الأزواج القاطنين مع بعضهم البعض 57.5% من أصل المجموع الكلي للأسر، ونسبة 6.6% من الأسر كان لديها معيلات من الإناث دون وجود شريك، وكانت نسبة 34.0% من غير العائلات. تألفت نسبة 31.1% من أصل جميع الأسر من أفراد ونسبة 11.3% كانوا يعيش معهم شخص وحيد يبلغ من العمر 65 عاماً فما فوق. وبلغ متوسط حجم الأسرة المعيشية 3.06، أما متوسط حجم العائلات فبلغ 2.42.
بلغ العمر الوسطي للسكان 39 عاماً. وكانت نسبة 27.0% من القاطنين تحت سن الثامنة عشر، وكانت نسبة 5.9% بين الثامنة عشر والأربعة وعشرون عاماً، ونسبة 29.3% كانت واقعةً في الفئة العمرية ما بين الخامسة والعشرون حتى والأربعة وأربعون عاماً، ونسبة 18.8% كانت ما بين الخامسة والأربعون حتى الرابعة والستون، ونسبة 19.1% كانت ضمن فئة الخامسة والستون عاماً فما فوق. يوجد لكل 100 أنثى 88.2 ذكر، ويوجد لكل 100 أنثى في الثامنة عشر من عمرها فما فوق 90.8 ذكر.
بلغ متوسط دخل الأسرة في القرية 32,813 دولار، أما متوسط دخل العائلة فبلغ 42,292 دولار. وكان متوسط دخل الذكور 28,125 دولار مقابل 19,167 دولار للإناث. وسجل دخل الفرد الخاص بالقرية 18,834 دولار. وكانت نسبة 3.3% من العائلات ونسبة 4.4% من السكان تحت خط الفقر،

### تعداد عام 2010
بلغ عدد سكان واكو 236 نسمة بحسب تعداد عام 2010، وبلغ عدد الأسر 105 أسرة وعدد العائلات 68 عائلة مقيمة في القرية. في حين سجلت الكثافة السكانية 1,026.1 نسمة لكل ميل مربع (396.2/كم2). وبلغ عدد الوحدات السكنية 114 وحدة بمتوسط كثافة قدره 495.7 لكل ميل مربع (191.4/كم2).
وتوزع التركيب العرقي للقرية بنسبة 97.0% من البيض و 0.4% من الأمريكيين الأفارقة و 1.3% من عرقين مختلطين أو أكثر.
بلغ عدد الأسر 105 أسرة كانت نسبة 24.8% منها لديها أطفال تحت سن الثامنة عشر تعيش معهم، وبلغت نسبة الأزواج القاطنين مع بعضهم البعض 55.2% من أصل المجموع الكلي للأسر، ونسبة 6.7% من الأسر كان لديها معيلات من الإناث دون وجود شريك، بينما كانت نسبة 2.9% من الأسر لديها معيلون من الذكور دون وجود شريكة وكانت نسبة 35.2% من غير العائلات. تألفت نسبة 33.3% من أصل جميع الأسر من أفراد ونسبة 13.3% كانوا يعيش معهم شخص وحيد يبلغ من العمر 65 عاماً فما فوق. وبلغ متوسط حجم الأسرة المعيشية 2.82، أما متوسط حجم العائلات فبلغ 2.25.
بلغ العمر الوسطي للسكان 46.7 عاماً. وكانت نسبة 20.8% من القاطنين تحت سن الثامنة عشر، وكانت نسبة 8% بين الثامنة عشر والأربعة وعشرون عاماً، ونسبة 16.6% كانت واقعةً في الفئة العمرية ما بين الخامسة والعشرون حتى والأربعة وأربعون عاماً، ونسبة 37.2% كانت ما بين الخامسة والأربعون حتى الرابعة والستون، ونسبة 17.4% كانت ضمن فئة الخامسة والستون عاماً فما فوق. وتوزع التركيب الجنسي للسكان بنسبة 49.2% ذكور و50.8% إناث.